# Somewhere (album de Keith Jarrett)
Pour les articles homonymes, voir Somewhere.
Somewhere est un album live de Keith Jarrett enregistré en juillet 2009 et sorti le 14 mai 2013 sur le label ECM.

## Musiciens
- Keith Jarrett, piano
- Gary Peacock, contrebasse
- Jack DeJohnette, batterie

## Pistes
1. Deep Space/Solar (Miles Davis, Keith Jarrett) – 15:07
2. Stars Fell on Alabama (Frank Perkins) – 7:27
3. Between the Devil and the Deep Blue Sea (Harold Arlen, Ted Koehler) – 10:03
4. Somewhere/Everywhere (Leonard Bernstein, Jarrett, Stephen Sondheim) – 19:37
5. Tonight (Bernstein) – 6:49
6. I Thought About You (Johnny Mercer) – 6:30